# Hohe Tauern (nationalpark)

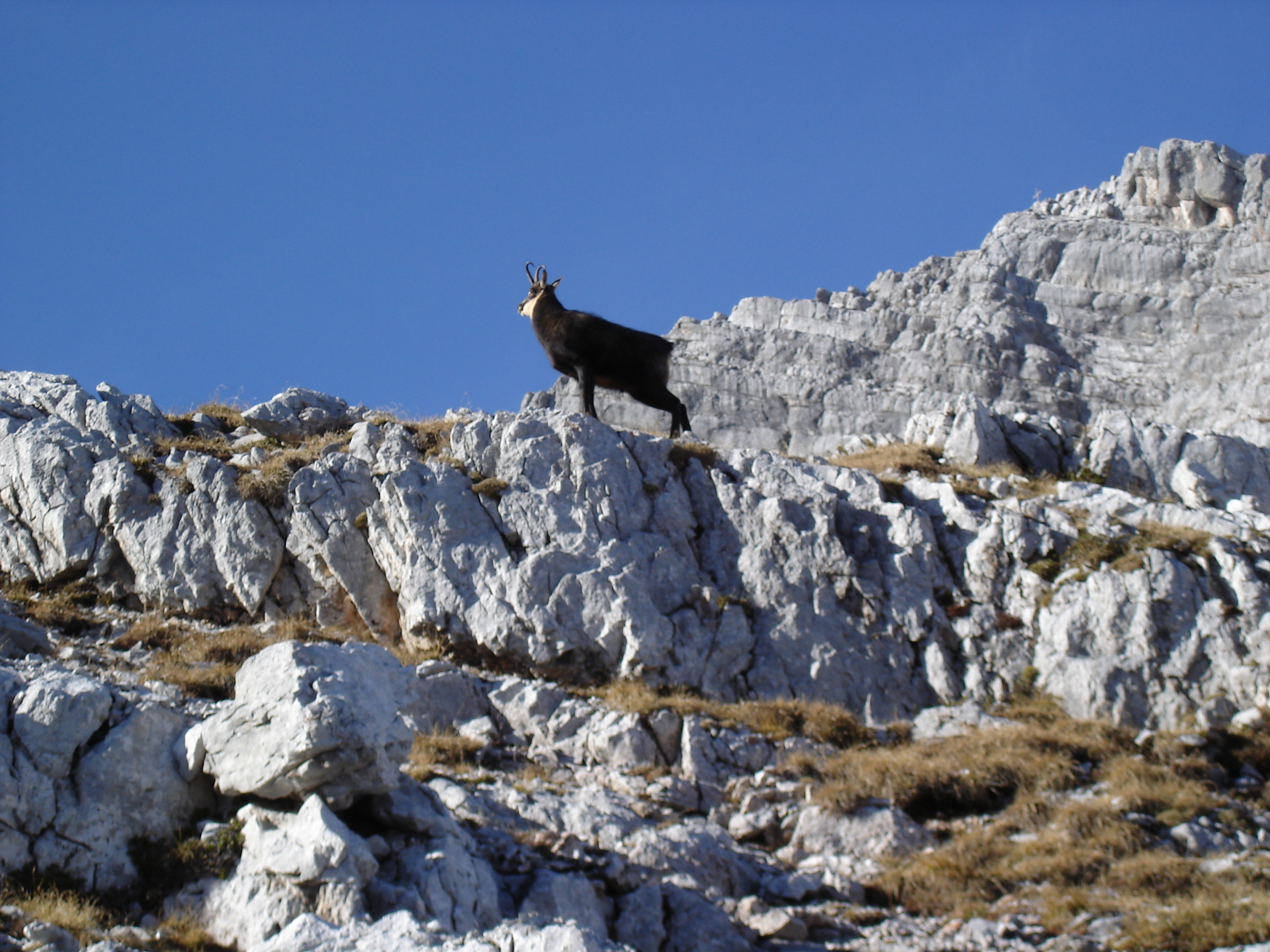
Gems

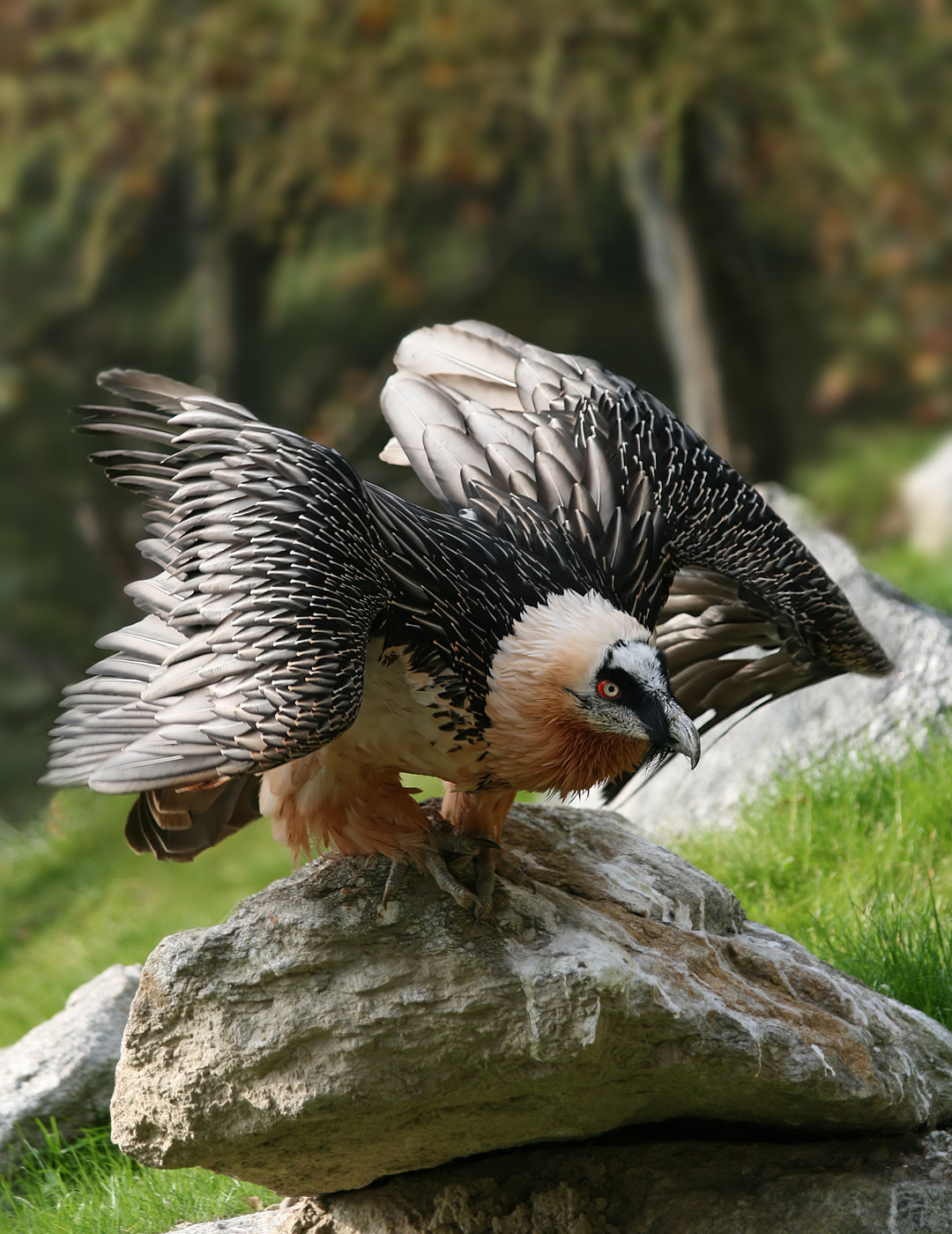
Lammgam

Nationalparken Hohe Tauern är den största av Österrikes sex nationalparker och omfattar större delar av bergskedjan Hohe Tauern. Nationalparken sträcker sig ca 100 km från öst till väst och 40 km från nord till syd. Inom nationalparken ligger Österrikes högsta berg (Großglockner och Großvenediger) och största glaciärer (Pasterze). 
Nationalparken består av en kärnzon där naturskyddet har absolut företräde och en yttre zon som är präglad av människans verksamhet under många hundra år, främst boskapsskötsel och bergsbruk. 

## Flora och fauna
Nationalparkens vegetation kan uppdelas i fyra zoner beroende på höjd och läge: 
- den lågmontana zonen i dalgångarna upp till ca. 1400 m med lövskog, framför allt bokskog. Där finns det också mossar och myrar med unikt djurliv.
- den högmontana barrskogszonen (1400/1500-1700/1800 m) med främst granskog. Mossor, ormbunksväxter och tvärgbuskar är karaktäristiska för undervegetationen. I skogsområden med rik undervegetation finns kronhjort och räv. Vanliga fåglar är tretåig hackspett, mindre korsnäbb, kungsfågel, sparvuggla och tjäder.
- den subalpina zonen (1700/1800-2000/2200m) består av barrskog med främst cembratall och lärk i den lägre regionen upp till 2000 m och snår av tvärgbuskar i ett bälte mellan 2000 och 2200 m. Där går också trädgränsen i nationalparken. Vid sidan av djur från lägre regioner finns skogshare, alpnäbbmus, orre. fjällripa, järnsparv och ringtrast.
- den alpina zonen ovanför trädgränsen karaktäriseras av rishedar, fjällängar och rasmarker. Där finns de typiska alpdjur som snösork, alpmurmeldjur, alpstenbock och gems. Murkrypare häckar upp till 2500 m och snöfinkar upp till 3000 m. Ett snöfinkbo hittades i nationalparken på 3500m höjd. Även alpernas stora fåglar häckar i den alpina zonen: kungsörn och gåsgam. De större lammgamarna utrotades redan på 1800-talet, men nyetablerades på 1980-talet i samarbete med WWF.

## Kulturlandskap
Några dalgångar i Hohe Tauern koloniserades redan under bronsåldern vilket fynd från 1300-750 f.Kr. visar. Passvägarna nyttjades däremot betydligt tidigare (fynd från 7000-6000 f.Kr.). Det var framför allt malmfyndigheter (järn och guld) som var anledningen till att samhällen uppstod i den ogästvänliga omgivningen. Vid sidan av bergsbruk bedrevs också alpint jordbruk, främst boskapsskötsel. Bergsbruk och boskapsskötsel var även de dominerande näringarna fram till andra hälften av 1800-talet när alpturismen utvecklades. Under första hälften av 1900-talet insåg man Hohe Tauerns potential när det gäller elproduktion och stora vattenkraftverk byggdes mellan 1920 och 1980. Vid samma tid byggdes även passvägarna som förbinder Kärnten, Östtyrolen och Salzburg (t.ex. Großglockneralpvägen).

## Turism
Großglockneralpvägen går genom nationalparken och en avtagsväg leder till Österrikes största glaciär och högsta berg. I nationalparken finns även många klättrings- och vandringsleder, men de kräver alpin erfarenhet. Till vissa områden gäller tillträdesförbud. Det erbjuds naturguidningar, guidade vandringar m m på olika ställen. 
Det finns tre nationalparkcentrer i Mallnitz, Matrei och Mittersill med olika utställningar och evenemang samt ett tjugotal informationscentra i olika orter.